# 魯圖爾人
魯圖爾人（魯圖爾語：Мыхабыр）是北高加索地區的小民族，主要分布在俄羅斯聯邦達吉斯坦共和國境內。根據2010年的普查，人口為35240。

## 分布
魯圖爾人居住在達吉斯坦的西南部高加索山脈。

## 語言文字
魯圖爾語屬北高加索语系列兹金语支，仍被大部分魯圖爾人使用。是達吉斯坦共和國的官方語言之一。

## 宗教信仰
絕大部分魯圖爾人信仰遜尼派伊斯蘭教。